# Parker Posey
Parker Christian Posey (Baltimore, 8 de novembro de 1968) é uma atriz, produtora, diretora e autora norte-americana.
Firmou-se, ao longo da carreira, como uma das principais atrizes do cinema independente norte-americano, sem deixar de lado grandes produções de Hollywood.

## Vida pessoal
Oriunda de classe média católica, é filha de uma chef de cozinha e de um proprietário de uma concessionária da Chevrolet; tem um irmão gêmeo chamado Christopher. Seu nome é uma homenagem de seu pai a uma famosa modelo da década de 1950, Suzy Parker.
Após o nascimento de Parker, a família mudou-se para Laurel, no Mississippi, onde sua mãe trabalhou como chef e instrutora de culinária para a Viking Range Corporation, em Greenwood, e seu pai operou uma concessionária de carros, a Posey Chevrolet, em Laurel. A família também viveu em Monroe, na Louisiana.
Comemorou o seu aniversário de 40 anos em Manaus, na Amazônia. Parker veio com sua amiga Neve Campbell para o Festival de Cinema da Amazônia.

## Carreira
Estudou na Universidade Estadual de Nova York, em Purchase. Foi colega de classe e de quarto das atrizes Sherry Stringfield e Orlagh Cassidy.
Seu primeiro trabalho foi como Tess Shelby na telenovela As the World Turns, em 1991. E seu primeiro papel no cinema foi em Dazed and Confused', como Darla (1993).
Em 1994, foi cotada para atuar como protagonista em Velocidade Máxima (papel que foi para Sandra Bullock); também foi considerada para fazer os papéis de Rachael Green em Friends (foi para Jennifer Aniston), Kimmy em O Casamento do Meu Melhor Amigo (foi para Cameron Diaz), de Althea em O Povo contra Larry Flint (foi para Courtney Love) e de Dorothy em Jerry Maguire (foi para Renée Zellweger).
Seu primeiro sucesso foi o independente Party Girl, de 1995. No Brasil, o título do filme é Baladas em NY. Ao longo da década de 1990, Posey atuou em um grande número de filmes independentes e por isso foi intitulada como "rainha dos independentes" pela revista Times.
Faz parte do time de atores favoritos do diretor Christopher Guest, com o qual fez quatro filmes, todos independentes, com roteiro, cenografia e fotografia experimentais, fora dos moldes comuns do cinema. São eles: Waiting for Guffman; de 1996, Best in Show, de 2000; A Mighty Wind, de 2003 e For Your Consideration, de 2006.
Posey também é uma das favoritas do diretor Hal Hartley. Ela apareceu em Henry Fool (1998), e em dois curtas do diretor (Opera No. 1 e Sisters of Mercy), e seu mais recente filme, Fay Grim (2008).
Posey também teve um papel notável como melhor amiga de Adam, na comédia gay Adam and Steve (2006) e foi a icônica Jennifer Jolie em Pânico 3 (2000).Protagonizou em 2009 ao lado de Demi Moore, um drama familiar chamado Happy Tears.
Com estreia prevista para 2012, o longa "Hemingway & Gellhorn" vai mostrar o relacionamento entre o escritor Ernest Hemingway e Martha Gellhorn, que foram casados entre 1940 e 1945. Foi durante esse período que o Hemingway viveu na Europa e escreveu um de seus maiores clássicos, "Por Quem os Sinos Dobram". O filme será protagonizado por Clive Owen, Nicole Kidman. Uma curiosidade no elenco é a participação do baterista do Metallica, Lars Ulrich. Ele será o documentarista holandês Joris Ivens. Outros nomes confirmados incluem Molly Parker, como Pauline, a segunda esposa de Hemingway, e Parker, como Mary, a quarta. Santiago Cabrera ficou com o papel do fotógrafo de guerra Robert Capa, enquanto Saverio Guerra fará Sidney Franklin, um grande amigo do protagonista. Peter Coyote será o editor Maxwell Perkins e Diane Baker será a mãe de Martha. Fechando a lista, o filme ainda conta com o ator brasileiro Rodrigo Santoro que interpretará um espanhol chamado Zarra, grande amigo de John dos Passos, que será interpretado por David Strathairn. Passos também era escritor e muito próximo de Hemingway.

## Outros trabalhos
Na década de 1990 apareceu no clipe Iris, da banda The Breeders. Pode ser vista também em dois clipes da banda Cobra Starships, "Snakes on a plane" e "The city is at war".
Aprendeu a tocar bandolim nas gravações de A Mighty Wind (2006), filme no qual também canta. Seu vocal é frequente em trabalhos de seu ex-namorado Ryan Adams, com quem namorou até 2005.

## Temas musicais
Alguns artistas, escreveram canções em homenagem a atriz, entre elas:
- No álbum de Stuart Davis, de 2006
- Os rappers de Los Angeles Trilambs, na canção intitulada "Parker Posey", gravada em 2001
- Seu ex-namorado Ryan Adams também criou uma canção intitulada "Hey Parker, It's Christmas", no álbum especial de Natal, o Christmas 7
- Uma banda de indie rock da Polônia também gravou uma canção com seu nome, a qual está no álbum Lake and Flames, de 2006.

## Filmografia
- 1991 - First Love, Fatal Love (TV)
- 1993 - Jovens, Loucos e Rebeldes (Dazed and Confused)
- 1993 - Cônicos e Cômicos (Coneheads)
- 1993 - Joey Breaker
- 1993 - Tracey Takes on New York (TV)
- 1993 - The Wake
- 1994 - Amateur
- 1994 - Desejo Mortal (Final Combination)
- 1994 - Um Dia de Louco (Mixed Nuts)
- 1994 - Opera Nº 1
- 1994 - Vem Dormir Comigo (Sleep with Me)
- 1995 - Frisk
- 1995 - Geração Maldita (The Doom Generation)
- 1995 - Flerte (Flirt)
- 1995 - Tempo de Decisão (Kicking and Screaming)
- 1995 - Baladas em NY (Party Girl)
- 1996 - Basquiat - Traços de uma Vida (Basquiat)
- 1996 - Um Dia em Nova York (The Daytrippers)
- 1996 - Waiting for Guffman
- 1997 - Os Alcóolatras (Drunks)
- 1997 - Suburbia (SubUrbia)
- 1997 - Quatro Garotas... Uma Grande Confusão (Clockwatchers)
- 1997 - As Confissões de Henry Fool (Henry Fool)
- 1997 - The House of Yes
- 1998 - Mens@gem para Você (You've Got Mail)
- 1998 - Nem Todas as Mulheres São Iguais (The Misadventures of Margaret)
- 1998 - Um Caso de Amor (What Rats Won't Do)
- 1999 - The Venice Project
- 1999 - Diner at Fred's
- 2000 - Pânico 3 (Scream 3)
- 2000 - Dogumentary
- 2001 - Aniversário de Casamento (The Anniversary Party)
- 2001 - Josie e as Gatinhas (Josie and the Pussycats)
- 2002 - A Batalha de Mary Kay (The Battle of Mary Kay)
- 2002 - O Tempo de cada Um (Three Portraits)
- 2002 - Tudo para Ficar com Ele (The Sweetest Thing)
- 2003 - A Might Wind
- 2003 - The Event
- 2004 - Leis da Atração (Laws of Attraction)
- 2004 - Frankenstein
- 2004 - The Sisters of Mercy
- 2004 - Blade Trinity
- 2005 - Adam & Steve
- 2006 - For Your Consideration
- 2006 - Superman - O Retorno (Superman Returns)
- 2006 - Em Busca do Prazer (The OH in Ohio)
- 2007 - Broken English
- 2007 - Fay Grim
- 2008 - Primavera Maluca (Spring Breakdown)
- 2008 - O Olho do Mal (The Eye)
- 2009 - Happy Tears
- 2010 - Highland Park
- 2011 - Inside Out
- 2011 - Price Check
- 2012 - Hemingway & Gellhorn
- 2015 - Homem Irracional
- 2018 - Perdidos no espaço (Lost in space)
- 2024 - Thelma